# 鳥胸骨類
鳥胸骨類（學名：Ornithothoraces），又名鳥胸類，是一個包含所有反鳥亞綱和今鳥亞綱的鳥類分支。
鳥胸骨類的胸部高度進化，令它們具有特強的飛行能力。它們的喙突很長，胸骨很大，改良了的肩膀關節盂，半剛硬的背部胸籃。最早已知的鳥胸骨類是1億4000萬年前中國的原羽鳥。它們是伊比利亞鳥或中國鳥及所有現存鳥類的共同祖先。